# Christus unsere Einheit (Lichtenbusch)

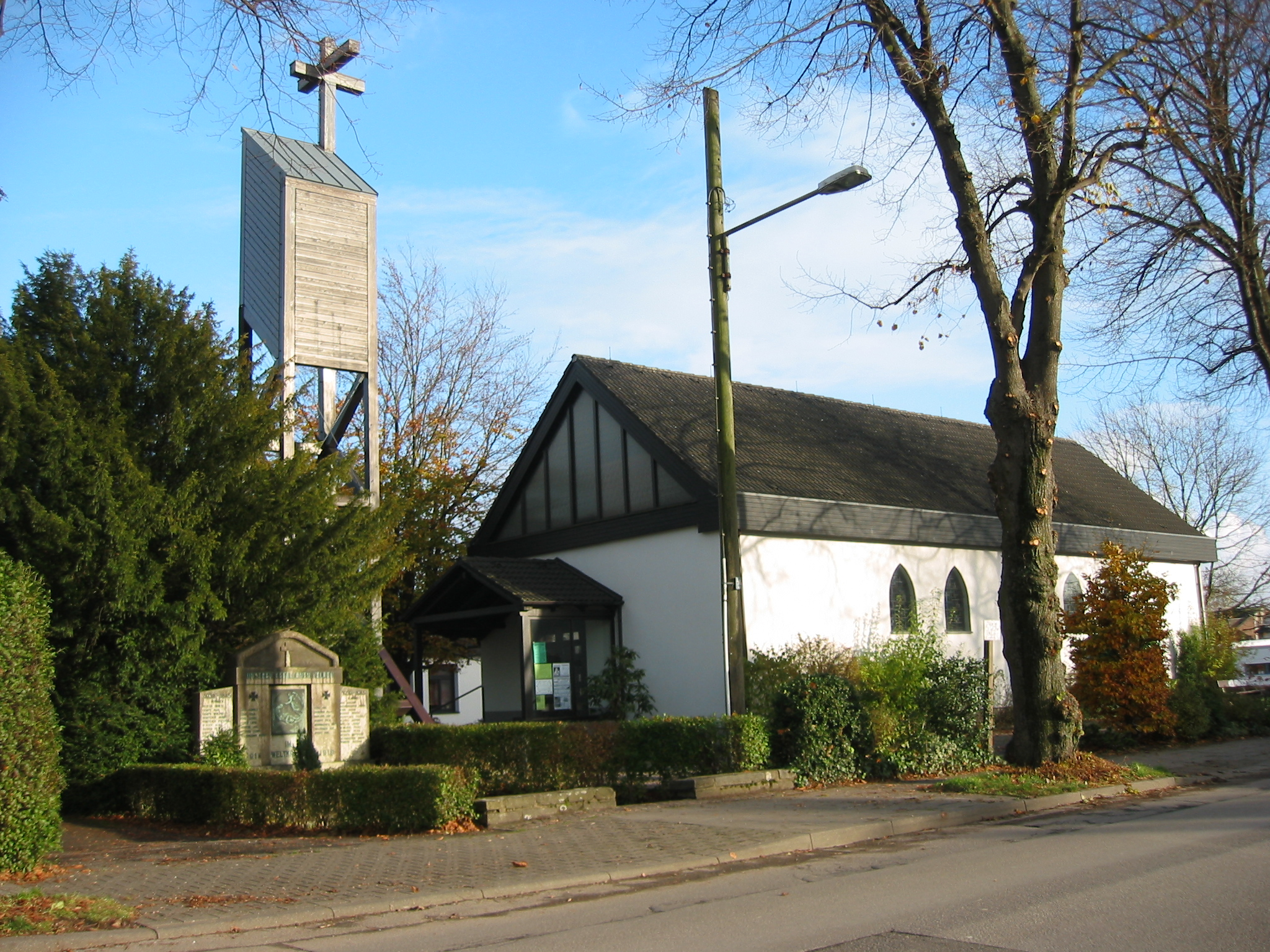
Kirche Christus unsere Einheit

Christus unsere Einheit in Aachen-Lichtenbusch ist eine römisch-katholische Pfarrkirche in der „GdG Aachen/Kornelimünster/Roetgen“ im Bistum Aachen. Sie wurde 1954 in den Räumen einer vormaligen Schule zunächst als öffentliche Kapelle eingerichtet und 1982 zur Pfarrkirche um- und ausgebaut. 

## Geschichte
Infolge einer Grenzkorrektur im Jahr 1921 kam es zur Teilung des Ortes Lichtenbusch, wobei der westliche Teil Belgien und damit kirchenrechtlich zunächst dem Bistum Eupen-Malmedy und ab 1925 dem Bistum Lüttich angegliedert wurde. Der östliche Teil Lichtenbuschs blieb deutsch und gehörte zum Pfarrbezirk von St. Rochus in Oberforstbach. Im Jahr 1924 schenkte der Lichtenbuscher Franz Ortmanns der Stadt Aachen ein in seinem Besitz befindliches  Grundstück im Ort mit der Auflage, dort eine Ortsschule mit integrierter Kapelle für die Dorfgemeinschaft  errichten zu lassen, weil den Kirchgängern der relativ weite Weg bis Oberforstbach nicht zuzumuten war. Zwei Jahre später war der Gebäudekomplex fertig, die Kapelle wurde dem Heiligsten Herz Jesu geweiht und der Seelsorgebezirk erhielt einen eigenen Pfarrer.
Nachdem zu Beginn der 1950er-Jahre die Einwohnerzahl Lichtenbuschs gestiegen war, reichten die Räumlichkeiten nicht mehr aus und die Stadt Aachen baute eine neue Schule in der Nachbarschaft. Im Gegenzug schenkte die Stadt Aachen ihr bisheriges Grundstück mit der dortigen alten Schule und der Kapelle der Kirchengemeinde St. Rochus. Daraufhin wurde dieser Gebäudekomplex durch den Architekten Lambert Oligschläger zu einer Ortskirche umgebaut, die zugleich von der Mutterpfarre St. Rochus gelöst und als eigenständige Pfarrei fortgeführt wurde. 
Zu Beginn der 1980er-Jahre musste das Kirchengebäude erneut saniert und ausgebaut werden und erhielt anlässlich der neuerlichen Einweihung am 12. September 1982 das Patrozinium „Christus unsere Einheit“. Seit 2010 gehört sie nunmehr zur „GdG Aachen-Kornelimünster-Roetgen der Kirchen an der Himmelsleiter“.

## Baucharakteristik

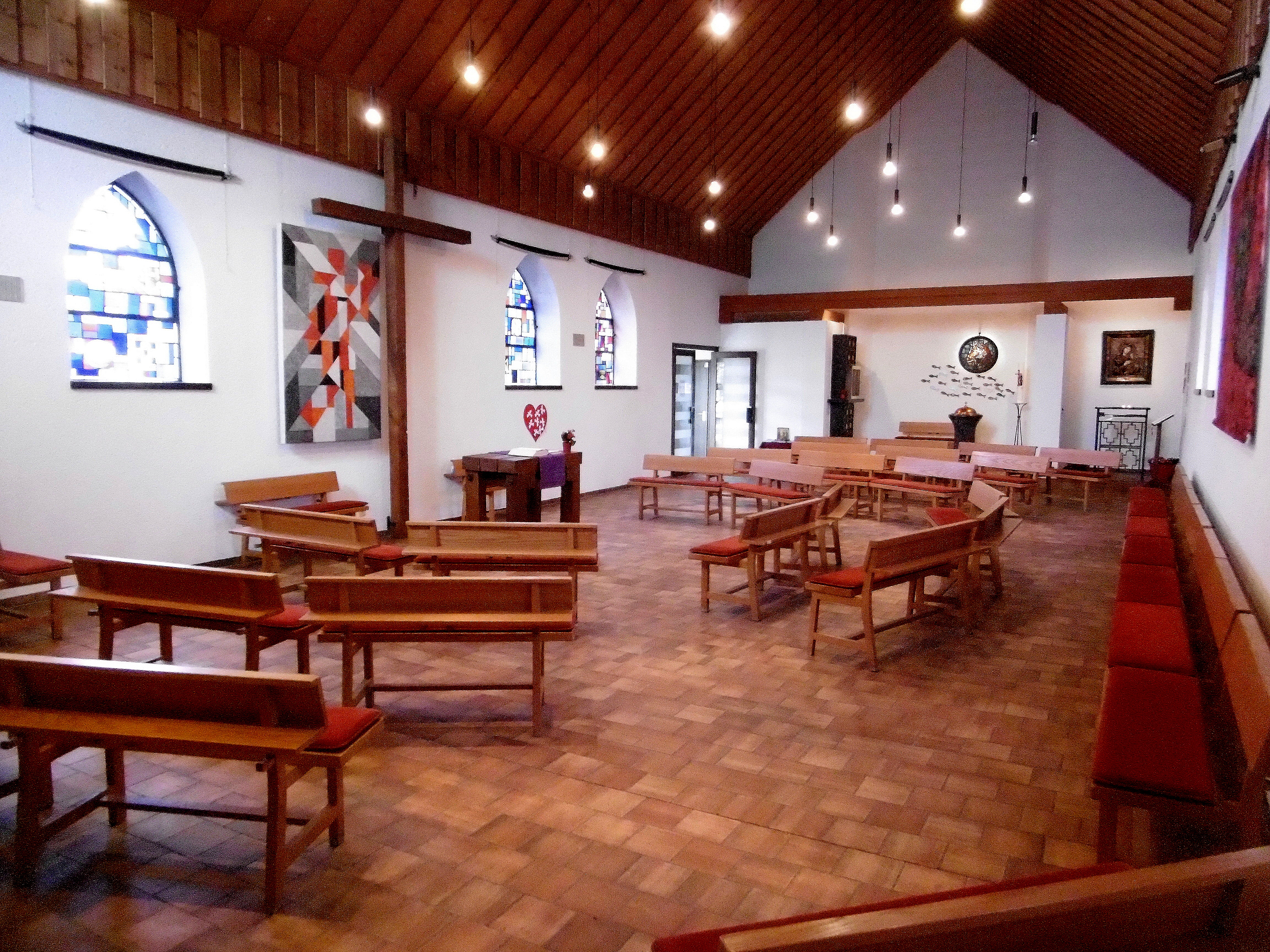
Innenraum

Das Kirchengebäude ist als rechteckige Saalkirche konzipiert und mit einem Satteldach abgedeckt. Etwas versetzt vor dem nördlichen Haupteingang der Kirche wurde für die Aufhängung der aus Belgien stammenden Eisengussglocke ein hoher, teils offener Kampanile mit einem Schrägdach errichtet, auf dem ein Holzkreuz mit Kreuzbalken sowohl in Nord-Süd- als auch in West-Ost-Richtung aufgesetzt ist.
Der Innenraum der Kirche ist weiß gestrichen und mit einer spitzgiebeligen Holzdecke versehen. Nach dem Umbau von 1982 wurde der Altar mittig der westlichen Längsseite aufgestellt, um den sich die Stuhlreihen im Halbkreis formieren, wodurch die Kirche zu einer Querkirche wurde. Im Bereich des vormaligen Altarraums an der Südwand neben dem Osteingang befinden sich in Nischen gesetzt nunmehr nur noch Tabernakel und Taufbecken sowie eine kleine Gebetsnische mit einem Marienbildnis. Hinter dem schlichten Hauptaltar hängt ein deckenhohes einfaches Kreuz, beide aus dunklem Eichenholz, sowie ein modernes Gemälde. 
Die acht spitzbogigen Kirchenfenster wurden 1954 aus Antik- und Kathedralglas hergestellt, wobei jedes Fenster mittels integrierten christlichen Symbolen eine eigene Thematik besitzt.

## Orgel
Für die kirchenmusikalische Begleitung dient eine Orgel der Firma Stahlhuth mit acht Registern und mechanischer Traktur, aufgestellt auf einer schmalen Orgelempore oberhalb des Haupteingangs, die zuvor in den Räumlichkeiten eines Musikseminars der Hochschule gestanden hatte.